# Trybliographa bicuspidata
Trybliographa bicuspidata är en stekelart som först beskrevs av Förster 1869.  Trybliographa bicuspidata ingår i släktet Trybliographa, och familjen glattsteklar. Arten är reproducerande i Sverige.